# Американцы немецкого происхождения

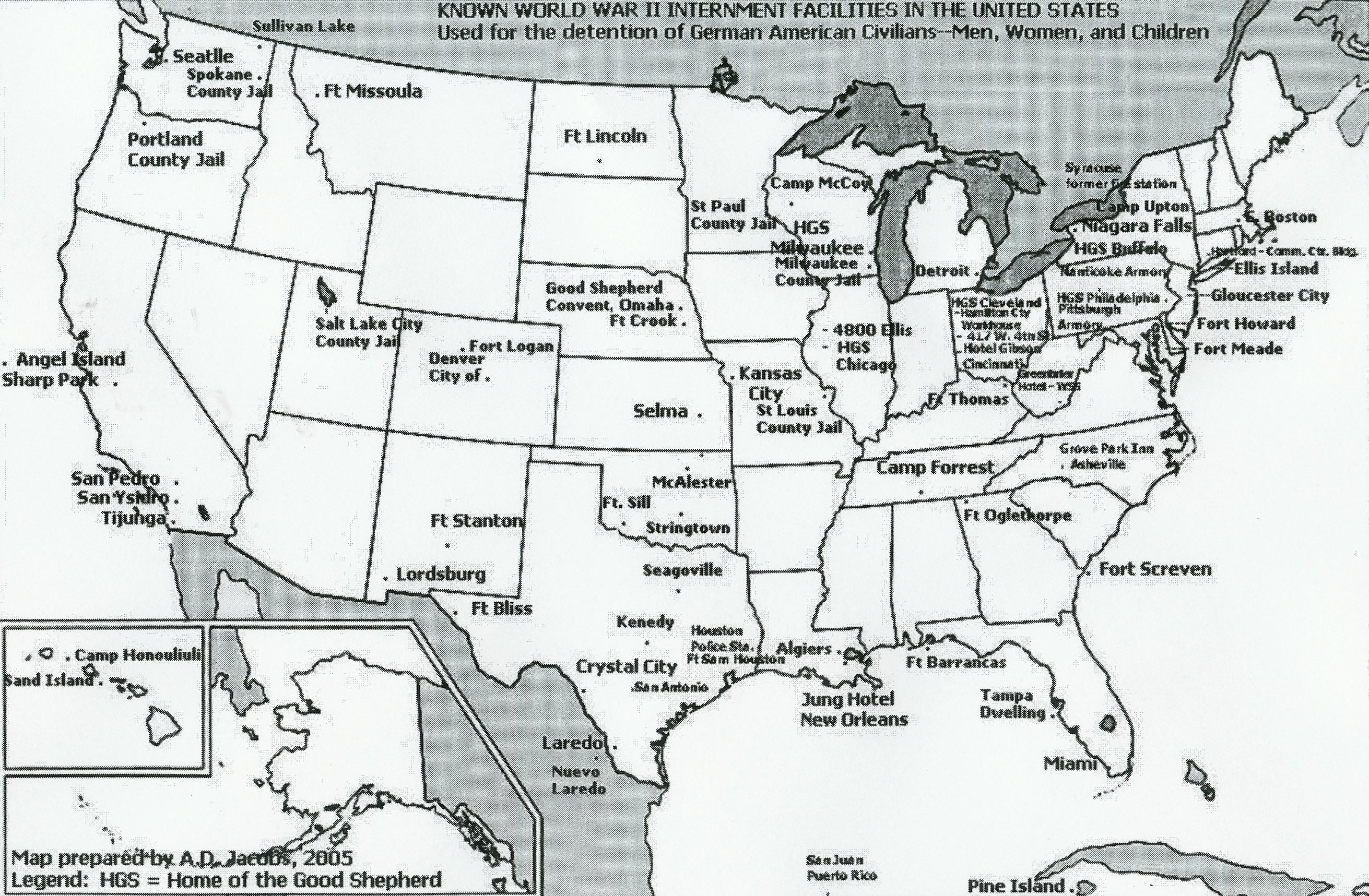
Карта США, показывающая местонахождения лагерей для интернированных, где во время Второй мировой войны содержались американские немцы

Американцы немецкого происхождения или Американские немцы (англ. German American, нем. Deutschamerikaner) — граждане Соединённых Штатов Америки, имеющие полное или частичное немецкое происхождение.
По оценкам демографов и данным национальных переписей, от 42 до 58 миллионов американцев (17-20% общего их числа) имеют полное или частичное немецкое происхождение (вторая по численности этническая группа США после латиноамериканцев).

## История
Несмотря на первоначально британскую колонизацию региона и абсолютное преобладание английских иммигрантов на начальном этапе истории США, именно немецкая иммиграция стала преобладающей в 1840—1900 годах. Несмотря на постепенную утрату родного языка, немецкие иммигранты были столь влиятельными и многочисленными, что существенно повлияли на формирование всех аспектов современной жизни. Ключ к пониманию культуры США тогда и сейчас во многом лежит в понимании традиций, обычаев и причин немецкой иммиграции. Со временем американцы немецкого происхождения составили самую многочисленную группу населения США.
Немцы включали в себя много довольно разных подгрупп с различающимися религиозными и культурными ценностями.

### XVII век
Первые немцы появились на территории США ещё в 1607 году, в Джеймстауне штат Вирджиния, вместе с первыми английскими колонистами. Первое постоянное немецкое поселение Джермантаун было основано 6 октября 1683 года недалеко от Филадельфии при активном участии Франца Даниеля Пасториуса. Большое количество немцев мигрировали в период с 1680-х до 1760-х годов, в основном в Пенсильванию. Они мигрировали в Америку по целому ряду причин. Большинство из них были лютеране или немецкие реформаторы; многие принадлежали к небольшим религиозным сектам, таким как мораване и меннониты. Немецкие католики не прибывали в большом количестве до войны 1812 года.

### XVIII век

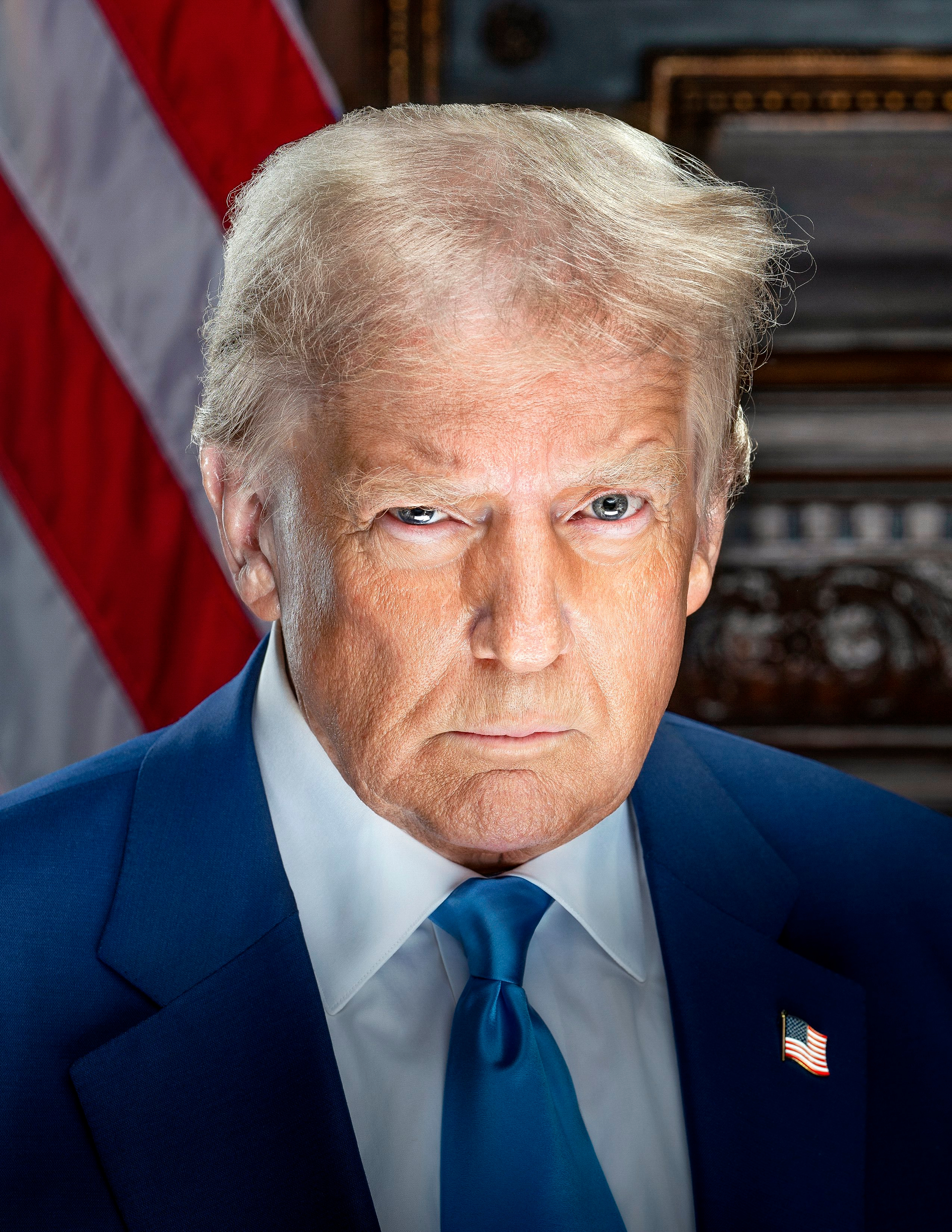
45-й и 47-й Президент США Дональд Трамп

Количество немецких переселенцев значительно возросло в 1680—1760-х годах, когда малоземелье, религиозные и военные конфликты заставляли немецких переселенцев (в основном, конечно, фермеров и мелких городских ремесленников) переезжать в США, где их привлекало обилие свободной земли. К 1790 году, по данным первой переписи населения независимых США, люди немецкого происхождения составляли 9 % белого населения, хотя некоторые американские деятели скептически относились к их массовому приезду и компактному проживанию, так как считали, что они плохо ассимилируются. Тем не менее, из-за своего генетического и языкового родства с англосаксами немцы (а также голландцы и скандинавы) считались единственной более или менее приемлемой категорией иноязычных мигрантов в США, так как официально признавались белыми.

### XX век
В апреле 1917 года Конгресс США проголосовал за объявление войны Германии. Часть американцев немецкого происхождения покинула страну и вернулась в Германию. Около 1 % из 480 тысяч иностранцев немецкого происхождения было заключено в тюрьмы по подозрению в шпионаже в пользу Германии. Тысячи иностранцев были вынуждены покупать облигации военных займов, чтобы продемонстрировать свою лояльность США. Известны также случаи линчевания этнических немцев. В общественном мнении господствовала фобия всего германского.
В ещё больших масштабах подобного рода эксцессы и германофобия проявились в американском обществе в период Второй мировой войны (1939—1945) и сопутствующие ей годы. В октябре 1939 года тяжёлый крейсер типа «Дойчланд» конфисковал у американского грузового судна SS City of Flint 4000 тонн нефти, предназначавшейся для Великобритании, что вызвало волну возмущения в США. После вступления Штатов в войну американское правительство интернировало по крайней мере 11 000 американских граждан немецкого происхождения. Последний такой американец был оправдан в 1948 году, спустя три года после окончания войны.

## Численность и расселение
По оценкам демографов и данным национальных переписей, примерно от 42 до 58 миллионов американцев (17—20 % общего их числа) имеют полное или частичное немецкое происхождение (для сравнения, число немцев в самой Германии — около 75 миллионов человек). Немецкие фамилии встречаются среди современных, в том числе известных, американцев очень широко. Для сравнения, около 28-35 миллионов (по заниженным данным) американцев имеют английское происхождение. По понятным причинам процессы ассимиляции в среде немцев США уже приняли необратимый характер, хотя культура и традиции немцев в их несколько архаичной форме по-прежнему сохраняются в США.

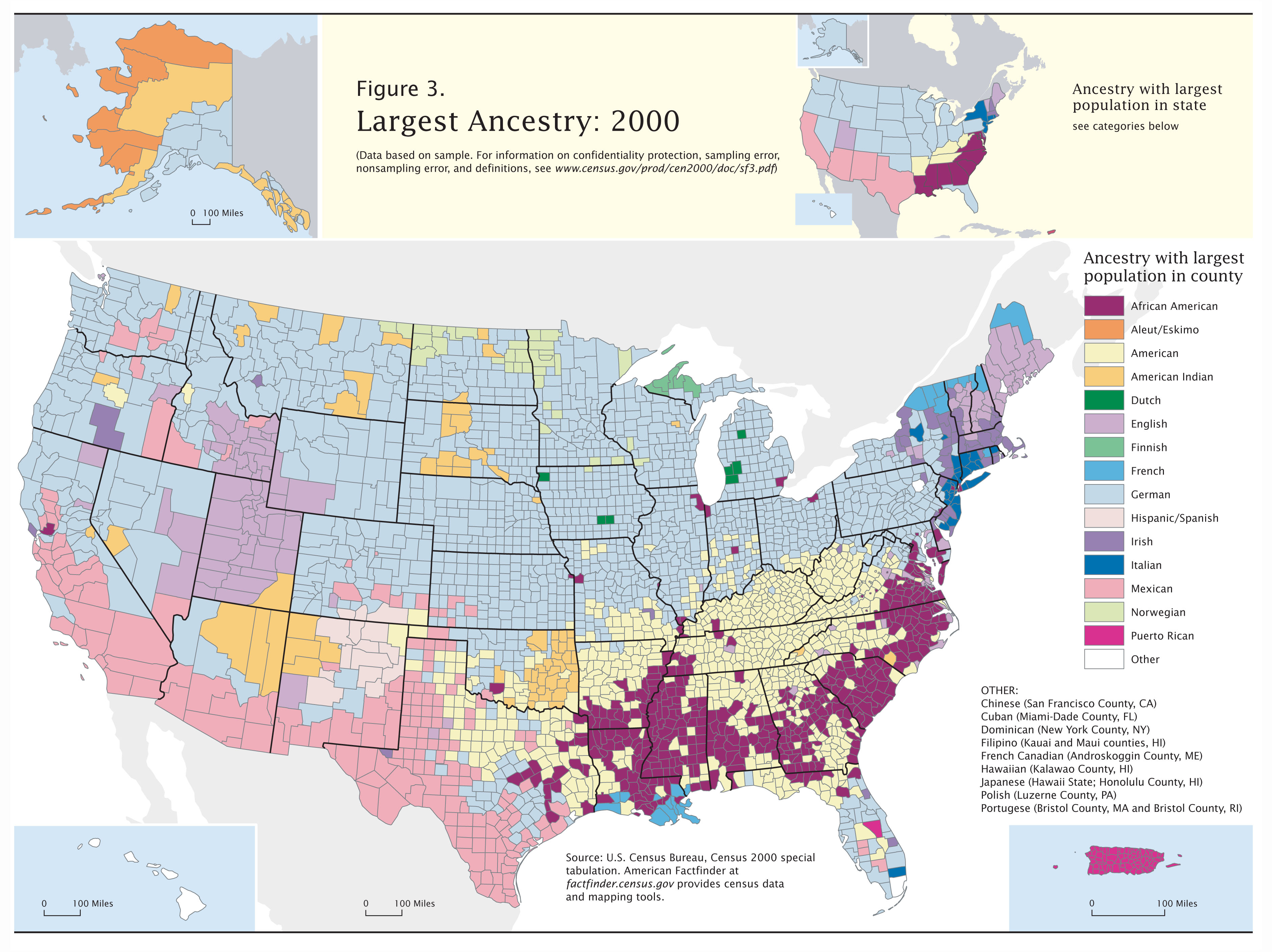
Американцы немецкого происхождения очень часты в США; голубым цветом обозначены округа, в которых по результатам переписи 2000 года преобладает население немецкого происхождения

### Немецкие американцы по штатам
Десять штатов с самой большой процентной частью немецких американцев в составе населения:
| 1  | Северная Дакота | 46,8 % |
| 2  | Южная Дакота    | 44,5 % |
| 3  | Висконсин       | 43,8 % |
| 4  | Небраска        | 42,7 % |
| 5  | Миннесота       | 38,4 % |
| 6  | Айова           | 35,7 % |
| 7  | Монтана         | 27,0 % |
| 8  | Огайо           | 26,5 % |
| 9  | Вайоминг        | 25,9 % |
| 10 | Канзас          | 25,8 % |

## Язык
В 1860—1917 годах немецкий язык был широко распространен в районах проживания немецкой общины. Но после вступления США в Первую мировую войну на стороне британцев (1917), почти всё обучение немецкому языку закончилось, как и большинство церковных служб на немецком языке.
До Первой мировой войны немецкий язык употреблялся в системе образования США и даже претендовал на статус регионального в ряде штатов и округов.
Существует широко распространенная легенда, согласно которой немецкий едва не стал государственным языком США (см. Легенда о решающем голосе Муленберга). По этой легенде, на соответствующем голосовании голосов против этого предложения было всего на один больше, чем в его поддержку, и этот голос принадлежал американцу немецкого происхождения Фредерику Муленбергу. Эту историю в немецкой прессе вспоминают ещё с 1840 года как иллюстрацию того, что в Соединённых Штатах уже в XVIII веке было множество иммигрантов из Германии.
В XX веке число американских немцев, говорящих на немецком языке и считающих его родным, неуклонно падало. Лишь в период с 1980 по 2007 год оно снизилось на 30 % — с 1,6 до 1,1 миллиона человек.
Вследствие того, что иммиграция немцев в США носила массовый характер и продолжалась несколько столетий, распределение говорящих на немецком языке приобрело высокую степень рассеяния по стране, так что на районы с наиболее высокой концентрацией потомков выходцев из Германии к 2010 году приходилось лишь 15 % всех американцев немецкого происхождения, продолжавших пользоваться родным языком.
В Пенсильвании проживает около 3,5 миллиона американцев немецкого происхождения, часть которых использует пенсильванско-немецкий диалект. В Техасе живут потомки переселенцев из Германии, говорящих на техасско-немецком диалекте.

## Культура
Лютеране и католики обычно были против морализаторских программ янки, таких как запрет пива, и поддерживали патриархальные семьи, в которых муж определял позицию семьи в отношении публичной политики. Они были категорически против избирательного права женщин, но это было использовано в качестве аргумента в пользу избирательного права, когда американские немцы стали изгоями во время Первой мировой войны. С другой стороны, были протестантские группы, которые возникли из европейского пиетизма, таких как Немецкая Методистская церковь и Объединённое Братство; они скорее напоминали методистов янки своим морализмом.
Немецкие американцы не могли смириться с принятым в США обычаем запрещать по религиозным соображениям всякие развлечения в воскресенье. Под предлогом концертов церковной музыки, которые одни только и были разрешены по воскресеньям, немцы исполняли вальсы Штрауса, давали весёлые представления.
Немецкие американцы создали первые детские сады в Соединённых Штатах, установили традицию Рождественской ёлки, а также ввели в культуру питания страны хот-доги и гамбургеры, ставшие популярными американскими продуктами.